# Audit de la dette
 (janvier 2015).
 (octobre 2024).
Si vous disposez d'ouvrages ou d'articles de référence ou si vous connaissez des sites web de qualité traitant du thème abordé ici, merci de compléter l'article en donnant les références utiles à sa vérifiabilité et en les liant à la section « Notes et références ».
 (octobre 2024).
L'audit de la dette est un outil qui permet de passer au crible de l'analyse les différents emprunts pour en faire la radiographie.
Il s'agit de donner réponse à des questions comme : « Qu'est devenu l'argent de tel emprunt ? Dans quelles conditions a-t-il été contracté ? Combien d'intérêts ont-ils été payés ? À quel taux ? Combien a été remboursé ? » mais aussi  « Qui a emprunté et au nom de qui ? La personne qui a emprunté avait-elle la légitimité pour le faire ? Qui a prêté et au nom de qui ? À quoi l'argent était-il destiné et comment a-t-il servi ? », etc.
L'instrument de l'audit permet de déterminer l'illégitimité d'une dette et soutient la légitimité de sa demande d'annulation ou d'une décision de répudiation.
Les campagnes dettes et les mouvements comme le Comité pour l'abolition des dettes illégitimes (CADTM) et Jubilé Sud placent l'audit au cœur de leur stratégie. En France, Attac est à l'initiative d'un collectif pour un audit citoyen de la dette publique.

## Nature de l'audit
L'audit peut être de différentes natures : 

### L'audit citoyen
Il s'agit d'un droit humain inscrit dans les textes majeurs de droit international que sont la Déclaration universelle des droits de l'homme de 1948 et dans le Pacte international sur les droits civils et politiques (PIDCP) de 1966.
Ainsi l'article 21 de la DUDH dispose que : « Toute personne a le droit de prendre part à la direction des affaires publiques de son pays soit directement, soit par l'intermédiaire des représentants ».
L'article 25 du PIDCP pose la liberté d'expression : « Tout citoyen a le droit de rechercher, de recevoir et de répandre des informations et des idées de toute espèce ». La quasi-totalité des États l'a signée, à l'exception des États-Unis.
Organisé par des mouvements sociaux, s'il n'a pas de valeur juridique, son intérêt réside dans son caractère pédagogique et mobilisateur.
Deux audits citoyens ont été effectués au Brésil sous la forme de Tribunal populaire contre la dette en septembre 1999 et janvier 2002 dans le cadre du deuxième Forum social mondial à Porto Alegre. Un autre a été effectué au Sénégal en décembre 2000 lors de la Rencontre Sud Nord: Des Résistances aux Alternatives

### L'audit effectué par les pouvoirs publics
L'audit constitue également un droit pour les pouvoirs publics d'agir et de se prononcer légalement sur le caractère illicite d'une dette, en vertu du droit international. Lorsque son caractère illégitime est démontré, le gouvernement a le droit de refuser de la payer par un acte unilatéral considéré par la Cour internationale de justice (CIJ) comme source auxiliaire de droit.
- L'audit effectué par le pouvoir exécutif :

Un précédent historique a eu lieu dans les années 1930 au Brésil sous le gouvernement de Getúlio Vargas. Instaurée pour lutter contre la propagation dévastatrice de la crise de 1929, elle a permis de faire la lumière sur de nombreuses dettes illégitimes et d'obtenir leur annulation.
En 2007, Rafael Correa président de l'Équateur a mis sur pied une Commission d'audit intégral du Crédit public (CAIC) qui a également permis de dévoiler de nombreuses dettes illégitimes, ce qui a donné lieu à une renégociation en position de force avec les créanciers permettant d'épargner des sommes importantes à consacrer au développement. [non neutre]
- L'audit effectué par le pouvoir législatif :

Ça a été le cas au Pérou au début des années 2000 après la fuite d'Alberto Fujimori. Cet audit a permis la récupération de 67 millions de dollars de biens mal acquis par Fujimori et son entourage.
- L'audit effectué par le pouvoir judiciaire:

En Argentine, le 13 juillet 2000, la Cour suprême d'Argentine en la personne du juge Ballesteros a déclaré la nullité de la dette qui avait été multipliée par presque huit pendant la dictature militaire (1976-1983) et qui avait poursuivi son gonflement pendant les gouvernements de Raúl Alfonsín et Carlos Menem. Jusqu'à présent ce jugement n'a pas été traduit dans les faits.